# Clavularia thompsoni
Clavularia thompsoni is een zachte koraalsoort uit de familie Clavulariidae. De koraalsoort komt uit het geslacht Clavularia. Clavularia thompsoni werd in 1928 voor het eerst wetenschappelijk beschreven door Benham. 